# Брокстоу
Брокстоу (англ. Broxtowe) — неметрополитенский район (англ. non-metropolitan district) в церемониальном графстве Ноттингемшир в Англии. Административный центр — город Бистон (англ.).

## География
Район расположен в юго-западной части графства Ноттингемшир, на западе граничит с графством Дербишир, на востоке примыкает к Ноттингему.

## Состав
В состав района входят 4 города:
- Бистон
- Иствуд
- Кимберли
- Стейплфорд

и 7 общин (англ. civil parish):
- Осворт
- Бринсли
- Коссолл
- Грисли
- Натхолл
- Стрелли
- Троуэлл